# Herb gminy Sokolniki
Herb gminy Sokolniki – jeden z symboli gminy Sokolniki.

## Wygląd i symbolika
Herb przedstawia na tarczy koloru błękitnego złoty trójkąt z okiem Opatrzności wewnątrz, nad nim srebrny orzeł ze złotą koroną, a pod nim – czerwony ciołek w kłusie.